# Penebel
Penebel ist ein Binnendistrikt (Kecamatan) im Regierungsbezirk (Kabupaten) Tabanan der indonesischen Provinz Bali. Er grenzt – im Süden im Uhrzeigersinn beginnend – an folgende acht Kecamatan: Kerambitan, Selemadeg Timur, Selemadeg, Pupuan, Banjar und Sukasada (beide im Kab. Buleleng) sowie Baturiti, Marga und Tabanan. Penebel gliedert sich in 15 Dörfer (Desa) und weiterhin in 130 Banjar Dinas, 71 Desa Adat sowie 113 Banjar Adat.

## Verwaltungsgliederung
| Kode          | Dorf            | Fläche (km²) Ende 2021 | Einwohner Census 2010 | Einwohner Census 2020 | Einwohner Ende 2021 | Dichte Einw. pro km² |
| ------------- | --------------- | ---------------------- | --------------------- | --------------------- | ------------------- | -------------------- |
| 51.02.08.2001 | Rejasa          | 3,54                   | 1.315                 | 1.470                 | 1.538               | 434,46               |
| 51.02.08.2002 | Jegu            | 4,08                   | 3.093                 | 3.365                 | 3.442               | 843,63               |
| 51.02.08.2003 | Riang Gede      | 5,09                   | 2.447                 | 2.754                 | 2.792               | 548,53               |
| 51.02.08.2004 | Buruan          | 3,06                   | 1.912                 | 2.097                 | 2.069               | 676,14               |
| 51.02.08.2005 | Biaung          | 5,63                   | 2.134                 | 2.390                 | 2.488               | 441,92               |
| 51.02.08.2006 | Pitra           | 3,55                   | 1.797                 | 1.946                 | 2.096               | 590,42               |
| 51.02.08.2007 | Penatahan       | 5,01                   | 2.305                 | 2.643                 | 2.686               | 536,13               |
| 51.02.08.2008 | Tengkudak       | 6,16                   | 2.251                 | 2.483                 | 2.581               | 418,99               |
| 51.02.08.2009 | Mengesta        | 9,58                   | 2.700                 | 3.020                 | 3.211               | 335,18               |
| 51.02.08.2010 | Penebel         | 4,70                   | 3.468                 | 4.128                 | 4.333               | 921,91               |
| 51.02.08.2011 | Babakan         | 5,19                   | 3.163                 | 3.476                 | 3.619               | 697,30               |
| 51.02.08.2012 | Senganan        | 24,59                  | 5.449                 | 6.232                 | 6.533               | 265,68               |
| 51.02.08.2013 | Jatiluwih       | 23,29                  | 2.540                 | 2.748                 | 2.914               | 125,12               |
| 51.02.08.2014 | Wongaya Gede000 | 19,17                  | 2.699                 | 3.195                 | 3.453               | 180,13               |
| 51.02.08.2015 | Tajen           | 4,37                   | 2.327                 | 2.601                 | 2.729               | 624,49               |
| 51.02.08.2016 | Tegallinggah    | 2,78                   | 1.255                 | 1.339                 | 1.423               | 511,87               |
| 51.02.08.2017 | Pesagi          | 7,43                   | 1.534                 | 1.805                 | 1.864               | 250,87               |
| 51.02.08.2018 | Sangketan       | 8,99                   | 1.715                 | 1.945                 | 2.074               | 230,70               |
| 51.02.08      | Kec. Penebl     | 146,21                 | 44.104                | 49.637                | 51.845              | 354,59               |
Ergebnisse aus Zählung bzw. Fortschreibung

## Bevölkerung

### Bevölkerungsentwicklung der letzten drei Halbjahre
| Datum      | Fläche (km²) | Einwohner | männlich | weiblich | Dichte (Einw./km²) | Sex Ratio (m*100/w) |
| ---------- | ------------ | --------- | -------- | -------- | ------------------ | ------------------- |
| 31.12.2020 | 146,21       | 51.604    | 25.555   | 26.049   | 352,9              | 98,1                |
| 30.06.2021 | 146,21       | 51.608    | 25.634   | 25.974   | 353,0              | 98,7                |
| 31.12.2021 | 146,00       | 51.845    | 25.581   | 26.264   | 355,1              | 97,4                |
Fortschreibungsergebnisse